# Ariadna gryllotalpa
Ariadna gryllotalpa är en spindelart som först beskrevs av William Frederick Purcell 1904.  Ariadna gryllotalpa ingår i släktet Ariadna och familjen sexögonspindlar. Inga underarter finns listade i Catalogue of Life.